# Ottsjön (Undersåkers socken, Jämtland)
Ottsjön är en sjö i Åre kommun i Jämtland och ingår i Indalsälvens huvudavrinningsområde. Sjön är 31 meter djup, har en yta på 15,5 kvadratkilometer och befinner sig 494 meter över havet. Sjön avvattnas av vattendraget Storbodströmmen.

## Delavrinningsområde
Ottsjön ingår i det delavrinningsområde (701300-136497) som SMHI kallar för Utloppet av Ottsjön. Medelhöjden är 617 meter över havet och ytan är 75,43 kvadratkilometer. Räknas de 79 avrinningsområdena uppströms in blir den ackumulerade arean 729,32 kvadratkilometer. Storbodströmmen som avvattnar avrinningsområdet har biflödesordning 2, vilket innebär att vattnet flödar genom totalt 2 vattendrag innan det når havet efter 314 kilometer. Avrinningsområdet består mestadels av skog (54 procent) och kalfjäll (15 procent). Avrinningsområdet har 15,68 kvadratkilometer vattenytor vilket ger det en sjöprocent på 20,8 procent.